# Havelock Hudson
Sir Havelock Hudson (1862 – 1944) è stato un militare britannico.

## Biografia
Hudson entrò nel Northamptonshire Regiment nel 1881. Egli prestò servizio nella North West Frontier indiana nel 1897, prese parte alla risposta alla Ribellione dei Boxer nel 1900 e venne inviato nella seconda spedizione del Miranzai nel 1901. Egli venne nominato comandante della scuola di cavalleria di Sangor in India nel 1912 e divenne Generale di Brigata nello Staff Generale dell'Armata del Nord nello stesso anno. Egli prestò servizio nella prima guerra mondiale come Generale di Brigata nello Staff Generale del Indian Corps dal 1914, General Officer Commanding dell'8th Division sul fronte occidentale dal 1915 (incarico col quale diresse l'attacco a Ovillers che gli portò la perdita di 5.400 uomini) e come Aiutante Generale in India dal 1917. A seguito del Massacro di Jallianwala Bagh nel 1919 si recò a Hudson, nella sua capacità di Aiutante Generale, ove venne sostituito dal Generale di Brigata Reginald Dyer. Egli si recò al General Officer Commanding-in-Chief, nell'Eastern Army dell'India nel 1920 prima di ritirarsi nel 1924.
Dopo essersi ritirato divenne membro del Consiglio d'India.